# Alessandro Piccolomini (bispo de Pienza)
Alessandro Piccolomini (c. 1505 – 4 de dezembro de 1563) foi um prelado católico romano que serviu como bispo de Pienza de 1535 a 1563 e bispo de Montalcino de 1528 a 1554.

## Biografia
A 20 de novembro de 1528, Alessandro Piccolomini foi nomeado bispo de Montalcino durante o papado de Clemente VII. Em 1535, foi nomeado durante o papado de Paulo III como Bispo de Pienza. Em 1554, renunciou ao cargo de bispo de Montalcino, enquanto continuou a servir como bispo de Pienza até à sua renúncia em dezembro de 1563.
Enquanto bispo, foi o co-consagrador principal de Francesco Maria Piccolomini, bispo de Montalcino (1554).